# Diecezja Hwange
Diecezja Hwange (łac. Diœcesis Huangensis) – diecezja rzymskokatolicka w Zimbabwe, z siedzibą w Hwange. Jest sufraganią metropolii Bulawayo.

## Historia
Powstała 29 czerwca 1953 jako apostolska prefektura Wankie. Ustanowiona diecezją 1 marca 1963. Pod obecną nazwą od 1988.

## Główne świątynie
- Katedra: Katedra św. Ignacego w Hwange

## Biskupi diecezjalni
- Biskupi Hwange
  - Bp Raphael Macebo Mabuza Ncube (od 2021)
  - Bp José Alberto Serrano Antón IEME (2007 – 2021)
  - Abp Robert Ndlovu (1999 – 2004)
- Bp Ignacio Prieto Vega IEME (1963 – 1999)
- Prefekci apostolscy Wankie
  - O. Dominic Ros Arraiza IEME (1956– 1963)
  - O. Francesco Font Garcia IEME (1953 – 1956)